# Наймодай
Наймодай (бур. Наймангут) — деревня в Нукутском районе Усть-Ордынского Бурятского округа Иркутской области. Входит в состав муниципального образования «Целинный».

## География
Находится в 6,4 км от районного центра, на высоте 445 м над уровнем моря посреди степи, недалеко от дороги в посёлок Новонукутский.

## Внутреннее деление
Состоит из 3 улиц:
- Нагорная
- Центральная
- Школьная

## Происхождение названия
Название происходит от названия бурятского рода наймангут, которое переводится как «относящиеся к восьмому роду» (найман в переводе с монгольского означает «восемь»). Предположительно, представители данного рода являются потомками тюркоязычного племени найманов, упоминаемых в исторических источниках, датируемых XIII—XIV веками. Согласно этим источникам, в XII веке они проживали в Саяно-Алтайском регионе и были изгнаны войсками Чингисхана на запад. Часть их осела на территории современной Иркутской области и слилась с бурятскими племенами.

## История
По словам местных жителей, населённый пункт был основан более шестисот лет назад. Большинство жителей Наймодая принадлежат к бурятскому роду Иреентым племени кунымын. В настоящее время в деревне проживают представители четырнадцати фамилий данного рода.
56 жителей Наймодая принимали участие в Великой Отечественной войне, только половина из них осталась в живых.

## Население
| 2002 | 2010 | 2011 | 2012 |
| ---- | ---- | ---- | ---- |
| 266  | ↘250 | →250 | ↘245 |

На 2008 год в населённом пункте насчитывалось около 60 дворов.

## Известные уроженцы
- Дабалаев, Никита Максимович — участник Великой Отечественной войны, подполковник[8]